# Клішевська Кароліна
Каролі́на Кліше́вська (до шлюбу Весоловська; сценіч. псевдонім — Карлінська; 1864 — 9 листопада 1927) — українська і польська співачка (сопрано) та акторка.

## Життєпис
Народилась 1864 р. в селі Фриштак (нині Підкарпатського воєводства, Польща) в сім'ї Вацлава Весоловського і Антоніни Стефаник. Навчалась у І.-Є. Гриневецького та Г. Маєрановської. Сценічну діяльність розпочала в аматорських театральних виставах у Львові (1880—1881).
Виступала в театральній трупі Г. Лясоцького (1882–1885), Руському народному театрі товариства "Руська бесіда" у Львові (1885—1892), Польському театрі графа Скарбека (від 1892). Гастролювала у Варшаві та Кракові.
Упродовж 1897—1919 років — солістка Львівської опери, протягом 1923—1927 років — театру міста Катовиці.
У концертах популяризувала в Галичині творчість М. Лисенка, С. Гулака-Артемовського, українські народні пісні та романси.
Перша на західноукраїнській сцені виконавиця партії Оксани в опері «Різдвяна ніч» М. Лисенка (1890, високо оцінив Іван Франко).
Партії:
- Наталка, Маруся («Наталка Полтавка», «Чорноморці» М. Лисенка),
- Оксана («Запорожець за Дунаєм» С. Гулака-Артемовського),
- Мюзетта («Богема» Дж. Пуччіні),* Сантуцца («Сільська честь» П. Масканьї),
- Галька (однойменна опера С. Монюшка).

Ролі:
- Оришка («Пошились у дурні» М. Кропивницького),
- Шарлотта («Гаспароне» К. Міллекера),
- Моллі («Гейша» С. Джонса),
- Марґарита («Весілля при ліхтарях» Ж. Оффенбаха),
- Фіфі («Прекрасна з Нью-Йорку» Г. Керкера),
- Алізія («Лялька» Е. Одрина).[1]

У 1885 р. стала дружиною Антона Клішевського (справжнє прізвище — Родкевич; 1852—1930; — польський і український актор та режисер).
Померла 9 листопада 1927 року в місті Катовицях (Польща).